# Championnat du monde d'échecs 1963

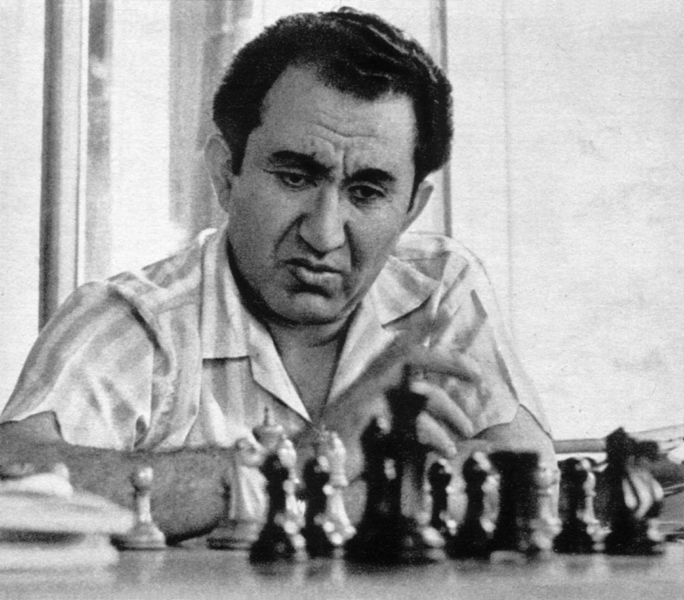
Tigran Petrossian.

Le Championnat du monde d'échecs 1963 a vu s'affronter Mikhaïl Botvinnik, tenant du titre, et son challengeur Tigran Petrossian à Moscou du 23 mars au 20 mai 1963. Petrossian a remporté le match sur la marque de 12,5 à 9,5, devenant le neuvième champion du monde d'échecs.

## Qualifications

### Tournoi interzonal de Stockholm
Le tournoi interzonal de Stockholm 1962 qualifia six joueurs : Bobby Fischer (17,5/22), Efim Geller (15), Tigran Petrossian (15), Viktor Kortchnoï (14), Miroslav Filip (14). Leonid Stein (13½) l'emporte au match de départage devant Pal Benko et Svetozar Gligorić, cependant, une règle de la FIDE de 1959 limite à trois le nombre de qualifiés soviétiques, c'est donc Pal Benko qui est qualifié aux dépens de Leonid Stein.
Paul Keres et Mikhaïl Tal sont qualifiés en raison de leurs résultats lors du cycle précédent.
|    |                         | 01 | 02 | 03 | 04 | 05 | 06 | 07 | 08 | 09 | 10 | 11 | 12 | 13 | 14 | 15 | 16 | 17 | 18 | 19 | 20 | 21 | 22 | 23 | V  | =  | D  | Total | Place |
| -- | ----------------------- | -- | -- | -- | -- | -- | -- | -- | -- | -- | -- | -- | -- | -- | -- | -- | -- | -- | -- | -- | -- | -- | -- | -- | -- | -- | -- | ----- | ----- |
| 01 | Bobby Fischer           | x  | ½  | ½  | 1  | ½  | ½  | ½  | ½  | ½  | 1  | ½  | 1  | 1  | 1  | 1  | 1  | 1  | 1  | 1  | 1  | ½  | 1  | 1  | 13 | 9  | 0  | 17,5  | 1     |
| 02 | Efim Geller             | ½  | x  | ½  | ½  | ½  | ½  | 1  | 1  | 1  | 1  | 0  | ½  | 1  | ½  | 1  | 1  | 1  | ½  | ½  | ½  | 1  | 0  | 1  | 10 | 10 | 2  | 15    | 2–3   |
| 03 | Tigran Petrossian       | ½  | ½  | x  | ½  | ½  | ½  | ½  | ½  | ½  | ½  | 1  | 1  | ½  | ½  | 1  | ½  | ½  | 1  | 1  | 1  | 1  | ½  | 1  | 8  | 14 | 0  | 15    | 2–3   |
| 04 | Viktor Kortchnoï        | 0  | ½  | ½  | x  | 1  | ½  | ½  | ½  | ½  | 0  | 1  | 1  | ½  | 1  | 1  | ½  | ½  | 1  | ½  | 1  | 1  | 0  | 1  | 9  | 10 | 3  | 14    | 4–5   |
| 05 | Miroslav Filip          | ½  | ½  | ½  | 0  | x  | ½  | ½  | 1  | 0  | ½  | ½  | ½  | 1  | 1  | ½  | ½  | 1  | ½  | 1  | ½  | 1  | 1  | 1  | 8  | 12 | 2  | 14    | 4–5   |
| 06 | Svetozar Gligorić       | ½  | ½  | ½  | ½  | ½  | x  | ½  | 0  | ½  | ½  | ½  | 1  | ½  | 1  | 0  | 1  | 1  | ½  | ½  | 1  | ½  | 1  | 1  | 7  | 13 | 2  | 13,5  | 6–8   |
| 07 | Pal Benko               | ½  | 0  | ½  | ½  | ½  | ½  | x  | ½  | 1  | ½  | ½  | 0  | ½  | ½  | 1  | 1  | 0  | 1  | 1  | 1  | ½  | 1  | 1  | 8  | 11 | 3  | 13,5  | 6–8   |
| 08 | Leonid Stein            | ½  | 0  | ½  | ½  | 0  | 1  | ½  | x  | 0  | 1  | ½  | 0  | 1  | ½  | ½  | 1  | 1  | ½  | ½  | 1  | 1  | 1  | 1  | 9  | 9  | 4  | 13,5  | 6–8   |
| 09 | Wolfgang Uhlmann        | ½  | 0  | ½  | ½  | 1  | ½  | 0  | 1  | x  | 0  | 1  | 1  | ½  | 0  | 1  | 1  | 0  | 1  | 1  | 1  | 0  | 1  | 0  | 10 | 5  | 7  | 12,5  | 9–10  |
| 10 | Lajos Portisch          | 0  | 0  | ½  | 1  | ½  | ½  | ½  | 0  | 1  | x  | ½  | ½  | ½  | ½  | ½  | 1  | 1  | 1  | 0  | 1  | 1  | 1  | 0  | 8  | 9  | 5  | 12,5  | 9–10  |
| 11 | Arturo Pomar            | ½  | 1  | 0  | 0  | ½  | ½  | ½  | ½  | 0  | ½  | x  | ½  | 0  | 0  | 1  | ½  | 1  | ½  | 1  | ½  | 1  | 1  | 1  | 7  | 10 | 5  | 12    | 11–12 |
| 12 | Friðrik Ólafsson        | 0  | ½  | 0  | 0  | ½  | 0  | 1  | 1  | 0  | ½  | ½  | x  | ½  | 0  | ½  | ½  | ½  | 1  | 1  | 1  | 1  | 1  | 1  | 8  | 8  | 6  | 12    | 11–12 |
| 13 | Julio Bolbochán         | 0  | 0  | ½  | ½  | 0  | ½  | ½  | 0  | ½  | ½  | 1  | ½  | x  | ½  | ½  | ½  | 1  | ½  | 1  | ½  | ½  | 1  | 1  | 5  | 13 | 4  | 11,5  | 13    |
| 14 | Gedeon Barcza           | 0  | ½  | ½  | 0  | 0  | 0  | ½  | ½  | 1  | 1  | 1  | 1  | ½  | x  | ½  | ½  | ½  | ½  | ½  | ½  | 1  | 0  | 1  | 5  | 12 | 5  | 11    | 14–15 |
| 15 | Istvan Bilek            | 0  | 0  | 0  | 0  | ½  | 1  | 0  | ½  | 0  | ½  | 0  | ½  | ½  | ½  | x  | ½  | 1  | ½  | 1  | 1  | 1  | 1  | 1  | 7  | 8  | 7  | 11    | 14–15 |
| 16 | Arthur Bisguier         | 0  | 0  | ½  | ½  | ½  | 0  | 0  | 0  | 0  | 0  | ½  | ½  | ½  | ½  | ½  | x  | ½  | ½  | 1  | ½  | 1  | 1  | 1  | 4  | 11 | 7  | 9,5   | 16    |
| 17 | Daniel Yanofsky         | 0  | 0  | ½  | ½  | 0  | 0  | 1  | 0  | 1  | 0  | 0  | ½  | 0  | ½  | 0  | ½  | x  | ½  | 1  | ½  | ½  | 0  | ½  | 3  | 9  | 10 | 7,5   | 17–18 |
| 18 | Mario Bertok            | 0  | ½  | 0  | 0  | ½  | ½  | 0  | ½  | 0  | 0  | ½  | 0  | ½  | ½  | ½  | ½  | ½  | x  | ½  | 0  | ½  | 1  | ½  | 1  | 13 | 8  | 7,5   | 17–18 |
| 19 | Eugenio German          | 0  | ½  | 0  | ½  | 0  | ½  | 0  | ½  | 0  | 1  | 0  | 0  | 0  | ½  | 0  | 0  | 0  | ½  | x  | ½  | ½  | 1  | 1  | 3  | 8  | 11 | 7     | 19–20 |
| 20 | Samuel Schweber         | 0  | ½  | 0  | 0  | ½  | 0  | 0  | 0  | 0  | 0  | ½  | 0  | ½  | ½  | 0  | ½  | ½  | 1  | ½  | x  | 1  | ½  | ½  | 2  | 10 | 10 | 7     | 19–20 |
| 21 | Rudolf Teschner         | ½  | 0  | 0  | 0  | 0  | ½  | ½  | 0  | 1  | 0  | 0  | 0  | ½  | 0  | 0  | 0  | ½  | ½  | ½  | 0  | x  | 1  | 1  | 3  | 7  | 12 | 6,5   | 21    |
| 22 | Miguel Cuéllar Gacharná | 0  | 1  | ½  | 1  | 0  | 0  | 0  | 0  | 0  | 0  | 0  | 0  | 0  | 1  | 0  | 0  | 1  | 0  | 0  | ½  | 0  | x  | ½  | 4  | 13 | 15 | 5,5   | 22    |
| 23 | Manuel Aaron            | 0  | 0  | 0  | 0  | 0  | 0  | 0  | 0  | 1  | 1  | 0  | 0  | 0  | 0  | 0  | 0  | ½  | ½  | 0  | ½  | 0  | ½  | x  | 2  | 4  | 16 | 4     | 23    |

### Tournoi des candidats de Curaçao
Le tournoi des candidats a lieu à Curaçao en mai et juin dans un format quadruple ronde. Mikhaïl Tal abandonne le tournoi après le troisième des quatre tours (et 21 parties sur 28) en raison de problèmes de santé.
|   |                   | PET  | KER  | GEL  | FIS  | KOR  | BEN  | TAL  | FIL  | Total |
| - | ----------------- | ---- | ---- | ---- | ---- | ---- | ---- | ---- | ---- | ----- |
| 1 | Tigran Petrossian | **** | ==== | ==== | =1== | ==11 | ==1= | 11=− | =11= | 17.5  |
| 2 | Paul Keres        | ==== | **** | ==== | 0=1= | ==1= | 1110 | 1=1− | =11= | 17.0  |
| 3 | Efim Geller       | ==== | ==== | **** | 11=0 | ==1= | ===1 | =11− | =11= | 17,0  |
| 4 | Bobby Fischer     | =0== | 1=0= | 00=1 | **** | 010= | 01=1 | =1=− | 1=1= | 14,0  |
| 5 | Viktor Kortchnoï  | ==00 | ==0= | ==0= | 101= | **** | ===0 | 10=− | 1111 | 13,5  |
| 6 | Pal Benko         | ==0= | 0001 | ===0 | 10=0 | ===1 | **** | 10=− | 011= | 12,0  |
| 7 | Mikhaïl Tal       | 00=− | 0=0− | =00− | =0=− | 01=− | 01=− | **** | 10=− | 7,0   |
| 8 | Miroslav Filip    | =00= | =00= | =00= | 0=0= | 0000 | 100= | 01=− | **** | 7.0   |
Petrossian remporte le tournoi et le droit d'affronter Botvinnik pour le titre.
Keres remporte un match de départage  pour la deuxième place contre Geller (+2 -1 =5) afin de déterminer la place qualificative pour le cycle suivant. C'est la quatrième fois consécutive que Keres finit second du tournoi des candidats. Il n'obtiendra jamais la possibilité d'affronter le champion du monde en titre.
Dans une interview, Bobby Fischer dénonce la collusion entre les Soviétiques Petrossian, Kérès et Geller, qui, selon lui, se sont accordés des nulles rapides.

## Résultats
Le match se joue au meilleur des 24 parties. Il n'y a pas de clause de revanche en cas de défaite du tenant du titre.
|                   | 01 | 02 | 03 | 04 | 05 | 06 | 07 | 08 | 09 | 10 | 11 | 12 | 13 | 14 | 15 | 16 | 17 | 18 | 19 | 20 | 21 | 22 | Total |
| ----------------- | -- | -- | -- | -- | -- | -- | -- | -- | -- | -- | -- | -- | -- | -- | -- | -- | -- | -- | -- | -- | -- | -- | ----- |
| Mikhaïl Botvinnik | 1  | ½  | ½  | ½  | 0  | ½  | 0  | ½  | ½  | ½  | ½  | ½  | ½  | 1  | 0  | ½  | ½  | 0  | 0  | ½  | ½  | ½  | 9½    |
| Tigran Petrossian | 0  | ½  | ½  | ½  | 1  | ½  | 1  | ½  | ½  | ½  | ½  | ½  | ½  | 0  | 1  | ½  | ½  | 1  | 1  | ½  | ½  | ½  | 12½   |

## Parties remarquables
- Petrossian - Botvinnik, 5e partie, 1-0
- Petrossian - Botvinnik, 7e partie, 1-0
- Botvinnik - Petrossian, 18e partie, 0-1